# Philoscia canalensis
Philoscia canalensis är en kräftdjursart som beskrevs av Karl Wilhelm Verhoeff1926. Philoscia canalensis ingår i släktet Philoscia och familjen Philosciidae. Inga underarter finns listade i Catalogue of Life.